# Adèle (série télévisée belge)
Cet article concerne la série belge. Pour les homonymes, voir Adèle. Pour la série américaine, voir Adèle (série télévisée).
Adèle est une série télévisée belge créée par Michele Gaeta, Sammy Fransquet et David Bourgie, réalisée par Guy Maezelle, écrite par David Bourgie, co-produite par RTL-TVI et BeTV. La série a été diffusée sur les 2 chaînes belges avant de continuer son parcours en France, sur Canal+ à la demande et serieclub du Groupe M6.

## Synopsis
Adèle Zimmer, psychologue dont le fils a disparu 6 mois auparavant, est engagée comme consultante à la police fédérale pour résoudre des cas de disparitions inquiétantes. Elle doit faire équipe avec l'inspecteur Luca Dosco.

## Fiche technique
- Titre : Adèle
- Réalisation : Guy Maezelle
- Création : Sammy Fransquet, Michele Gaeta et David Bourgie
- Showrunner : Michele Gaeta
- Scénariste : David Bourgie
- Directeur-photo : Patrice Michaux
- Bible : Géraldine Bueken et Nadia Kamali
- Production : Everlasting[2], BeTV, RTL-TVI
- Distribution :  Belgique
- Pays d'origine :  Belgique
- Langue : français

## Distribution
- Catherine Demaiffe : Adèle Zimmer [3]
- Bernard Yerlès : Clément Zimmer
- François-David Cardonnel : Luca Dosco
- Renaud Rutten : Jacques « Jack » Gourdet
- Valérie Bauchau : Commissaire Verhoeven
- Michel Schillaci : José (Père de Mélinda)
- Léo Moreau : Djibril
- Axel Capite : Léo Zimmer
- Audrey Devos : Roxane Malaterre

## Production

### Genèse
Alors que la RTBF a relancé les séries 100 % belges avec succès en lançant notamment La Trêve ou Ennemi public, sa concurrente privée, RTL-TVI, se lance elle aussi dans les séries, en partenariat avec la chaîne payante BeTV.

### Tournage
Le tournage a eu lieu durant l'hiver 2017-2018 après quelques retards.

### Accueil critique
Le journal gratuit belge Metro fait part de son opinion mitigée. Le journaliste lui reproche le « manque d'identité visuelle ». De son côté, Moustique parle d'« un polar prometteur en 4 épisodes qui donne envie d'une suite » mais regrette qu'elle n'ait pas « les honneurs du prime time ».
Après la diffusion des deux premiers épisodes, la série avait été vue par plus de 13 000 personnes uniquement sur la plateforme RTL Play.